# List otwarty

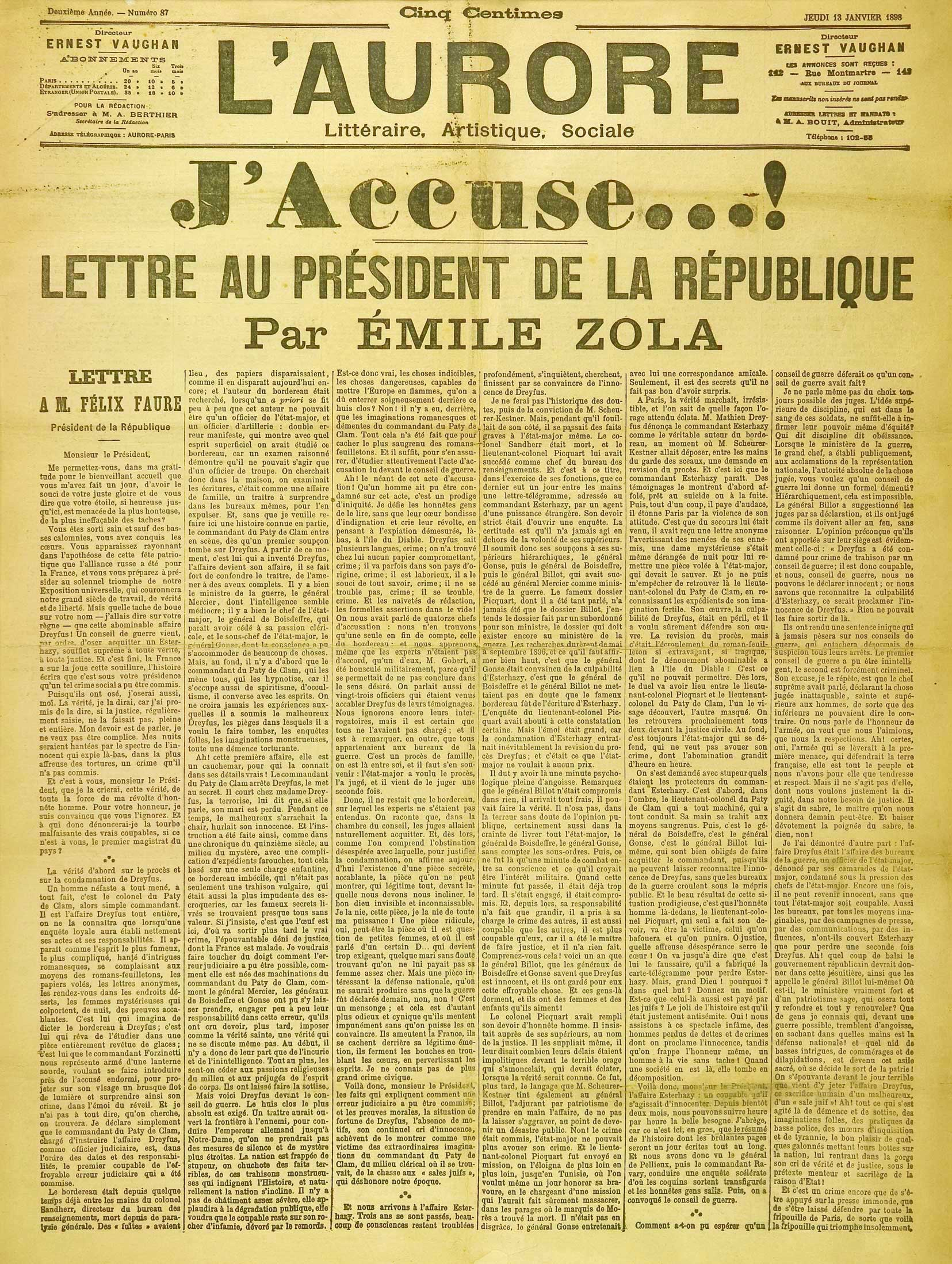
List otwarty J’Accuse…! z 1898

List otwarty – tekst interwencyjny napisany przez autora (lub sygnatariuszy) w formie bezpośredniej do jednej osoby lub szerszego grona odbiorców, podany do publicznej wiadomości (np. poprzez publikację w prasie) w celu zwrócenia uwagi opinii publicznej na przedstawioną sprawę lub wymuszenie zajęcia w tej sprawie (określonego) stanowiska przez adresata listu.

## Przykładowe listy otwarte
- J'Accuse...! ("Oskarżam!") - zob. sprawa Dreyfusa
- List 14
- List 34
- List 59
- List otwarty do partii
- List Stu Kobiet
- List 101